# Новиков Микола Миколайович
Микола Миколайович Новиков (22 червня 1933 р. Чернігів — 23 грудня 2007 р. Київ) — вчений в галузі фізичного матеріалознавства, доктор фізико-математичних наук (1975), професор (1975), лауреат Державної премії УРСР в галузі науки і техніки (1987).

## Біографія
Народився в родині педагогів. Закінчив зі срібною медаллю Чернігівську середню школу № 1, у 1956 р. з відзнакою — фізичний факультет Київського національного університету ім. Т. Г. Шевченка. У 1959 р. — аспірантуру Київського університету. У 1960 р. захистив кандидатську дисертацію «Исследование образования и ухода дефектов кристаллической решетки в деформированных и закаленных от высокой температуры металлах», у 1975 р. — докторську дисертацію «Изучение закономерностей эффекта поверхностной фотопластификации и кинетики движения дислокаций в некоторых щелочногаллоидных и полупроводниковых кристаллах». З 1957 р. і до останніх років життя працював у Київському університеті на кафедрі рентгенометалофізики: асистент, старший викладач, доцент, професор (з 1975) кафедри рентгенометалофізики (нині — кафедра фізики металів); декан факультету підвищення кваліфікації викладачів Київського університету (1985–1992).
М. М. Новиков започаткував нові наукові напрями у сучасному фізичному матеріалознавстві, зробив вагомий внесок у розробку екологічно чистих, ресурсозберігаючих технологій виготовлення монокристалічних приладів. Він — один з провідних спеціалістів України з вивчення структурної досконалості кристалічних речовин. Створив власну наукову школу, яка плідно співпрацює з університетами Дебрецена, Брно та Лейпцига.
Автор понад 600 наукових праць, серед яких 20 монографій, підручники та навчальні посібники, науково-популярні видання, 37 авторських свідоцтв та патентів. Першим розробив і в 1983 р. видав курс лекцій «Фізичні основи міцності і пластичності». Підготував 13 кандидатів 2 доктори наук, розробив і реалізував 8 нормативних і спеціальних курсів для студентів Київського університету імені Т Г Шевченка. На запрошення університету м. Санта-Клара (Куба) у 1983 р. читав курс лекцій зі спеціальних проблем фізики твердого тіла для співробітників та аспірантів цього навчального закладу.
Похований в смт Чабани Києво-Святошинського району Київської області.   

## Відзнаки
В 1987 р. М. М. Новикову була присуджена Державна премія УРСР в галузі науки і техніки за роботи, пов'язані з удосконаленням технологій виготовлення кремнієвих приладів.
М. М. Новиков заслужений професор Київського національного університету ім. Тараса Шевченка (2003), академік Академії наук Вищої школи України (1993), академік Української екологічної академії наук (1994).  
Нагороджений Почесною грамотою Верховної Ради України (2003), відзнаками «Винахідник СРСР» (1988), «Відмінник освіти України» (2003), медалями ВДНГ СРСР. Йому була призначена довічна державна стипендія як видатному діячеві освіти (2000).

## Праці
- Новиков М. М. Структура і міцність кристалічних речовин/ М. М. Новиков. — Київ: Рад. шк., 1969. — 144 с.
- Кучеров И. Я. Физика: пособие для учащихся вечер. (сменных) и заоч. школ УССР / И. Я. Кучеров, Н. Н. Новиков ; под общ. ред. А. А. Шишловского. — Київ: Рад. шк., 1971. — Ч. 2. –293 с.
- Новиков М. М. Структура и структурно-чувствительные свойства реальных кристаллов / Н. Н. Новиков. — Київ: Вища шк., 1983. — 265 с.
- Новиков М. М. Мікро- та макродеформація ковалентних кристалів/ М. М. Новиков. — Київ, 2000. — 90 с.
- Основи загальної фізики / М. М. Новиков, А. М. Погорілий, О. І. Наконечна, І. В. Плющай. — Київ: Логос, 2006. — Ч. 2. –144 с.